# Michael Kadoorie

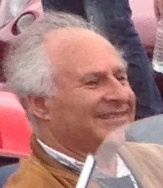
Michael Kadoorie (2014) – chinesischer Unternehmer und Philanthrop aus Hongkong

Michael David Kadoorie (chinesisch 米高·嘉道理; * 1941 in Hongkong) ist ein chinesischer Unternehmer und Philanthrop. Er gehört nach Angaben der Zeitschrift Forbes zu den fünf reichsten Personen aus China, zu denen außer ihm Li Ka Shing, Lee Shau Kee und drei Brüder der Kwok-Familie (Walter, Thomas und Raymond Kwok) gehören (Stand 2007). Sein Vater war der Unternehmer Lawrence Kadoorie, Baron Kadoorie (1899–1993), seine Mutter war Muriel Gubbay. Väterlicherseits waren seine Vorfahren Bagdadi-Juden, die Mitte des 18. Jahrhunderts vom Irak nach Bombay auswanderten. Kadoories Großvater kam 1880 als armer Mann nach Hongkong, wo er begann, für die ebenfalls irakisch-jüdische Familie Sassoon zu arbeiten. Kadoorie besuchte das Institut Le Rosey in der Schweiz. Er ist verheiratet und hat drei Kinder.
Kadoorie leitet die CLP Group, einen chinesischen Konzern für Energieversorgung in Hongkong. Des Weiteren kontrolliert er die Holding der Hongkonger Hotelgruppe Hongkong and Shanghai Hotels (HSH).